# Купальщицы (картина Курбе)
«Купальщицы» (фр. Les Baigneuses) — картина французского художника-реалиста Гюстава Курбе, написанная в 1853 году и вызвавшая крупный скандал на Парижском салоне того же года. Художник был единодушно атакован искусствоведами за крупную фигуру обнажённой женщины и схематичный пейзажный фон — оба эти приёма шли вразрез с доминировавшими в то время академическими канонами. Картина была куплена за 3000 франков Альфредом Бруясом, — сыном банкира и коллекционером произведений искусства, что позволило художнику стать финансово независимым. С 1868 года картина хранится в коллекции музея Фабра в Монпелье во Франции.

## Описание
На картине изображены две женщины рядом с прудом на фоне лесного пейзажа. Пышнотелая, частично обнажённая, женщина, по всей видимости, только вышедшая из воды, стоит спиной к зрителю. Её поза, по мнению искусствоведа Вернера Хофманна характерна для позы Христа в сюжете Не прикасайся ко Мне, а её рука протянута в направлении сидящей девушки, предположительно служанки.

## Контекст

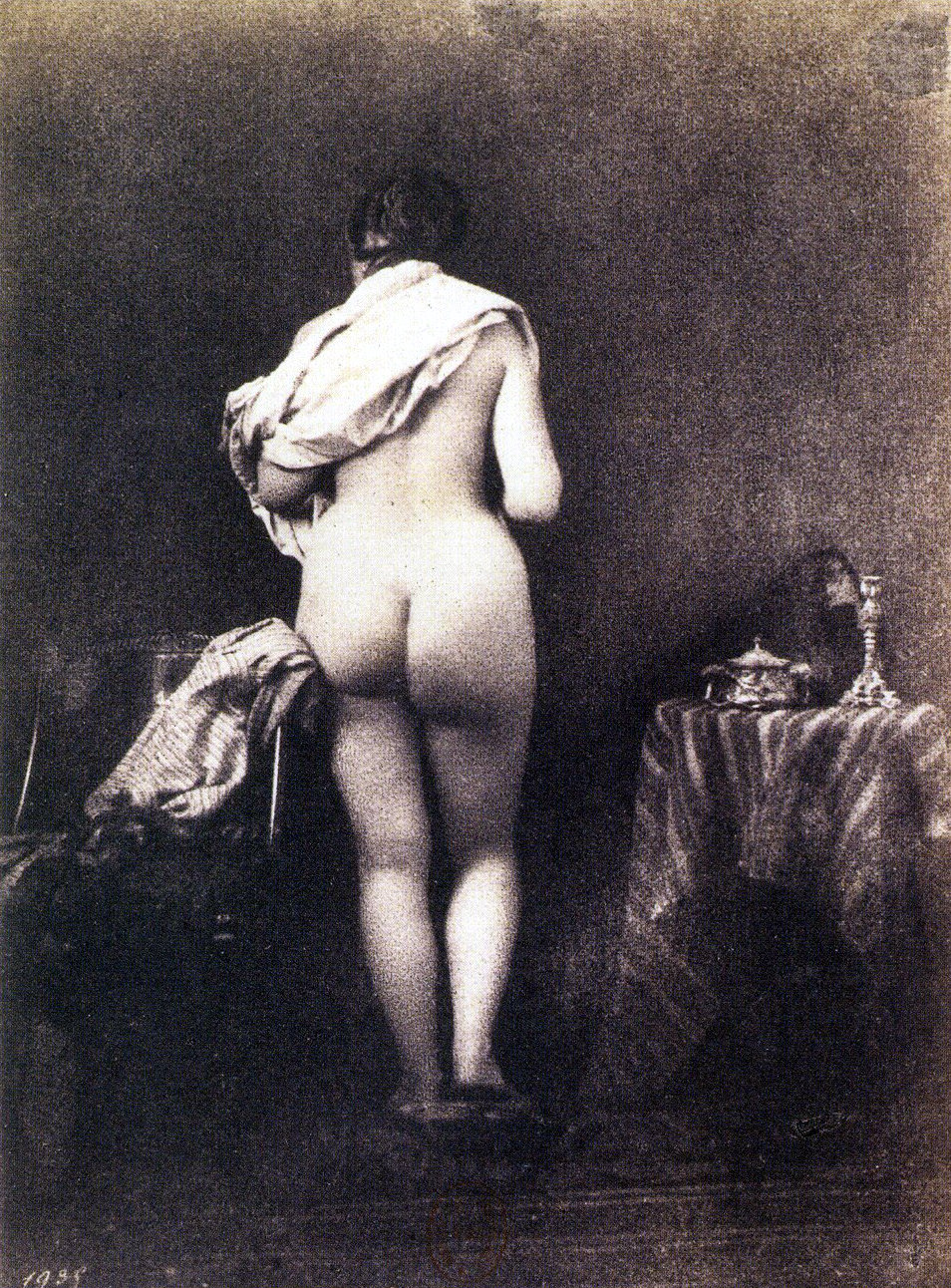
Этюд обнажённой. (1853). Фотография. Жюльен Валлу де Вильнёв. Эта фотография, предположительно, вдохновила Курбе на написание картины Купальщицы.

К моменту написания картины Курбе был уже вполне успешным и известным художником во Франции, Бельгии и Германии. И даже, несмотря на некоторые идеологические разногласия, некоторые крупные деятели Второй Французской республики покупали его работы. В 1849 году картина «Послеобеденный отдых в Орнане» была куплена Национальной высшей школой изящных искусств и завоевала золотую медаль на Парижском салоне, которая давала художнику право выставляться в Салоне без прохождения отборочного конкурса, хотя на практике это правило не всегда соблюдалось. Этим правилом Курбе пользовался до 1857 года, пока оно не поменялось.

## История
Курбе, считая каноны академического классицизма и эстетику романтизма устаревшими, старался их опровергнуть. Ставя целью развенчивание традиционных норм, его не пугала перспектива шокировать публику. В картине «Купальщицы» Курбе откровенно использовал один из классических мотивов — купающихся нимф, но интерпретировал его весьма вольно: сделав «Диану» слишком грузной и спустив чулки у служанки.
По признанию Курбе, он хранил «сотни фотографий обнаженных женщин», множество из которых были утрачены в 1871 году. По мнению искусствоведа Аарона Шарфа, натурщицей женщины в центре послужила, вероятно, Генриетта Боннион (фр. Henriette Bonnion), — модель, которая позировала и для фотографа Жюльена Вильнёва .
Курбе в своём письме родителям, датированным 13 мая 1853 года, писал:
| " | Сейчас мои картины жюри принимает без каких-либо возражений. А публика встречает мои картины без осуждения. Они наконец-то возложили ответственность за мои картины на меня. Я «завоёвываю территорию» каждый день. Весь Париж ждёт, чтобы увидеть мои картины и услышать шум, который они произведут. Что касается «Купальщиц», картина немного шокирующая, но я добавил ткань поверх ягодиц. Пейзаж на этой картине в целом удачный. | " |

## Критика

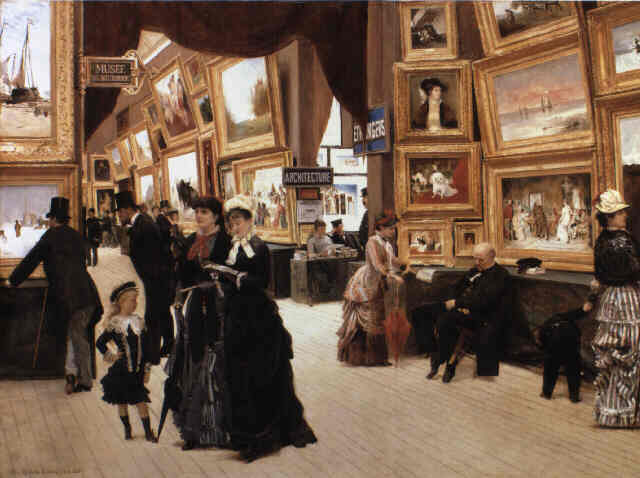
Парижский салон. 1880. Картины располагались по всей стене, поэтому место на уровне глаз человека считалось выгодным.

Картина вызвала скандал на Парижском салоне 15 мая 1853 года, так как сильно отличалась от принятого академического стиля, установленного Энгром, а женская обнажённая фигура не соответствовала тогдашним идеалам романтической и неоклассической живописи . Отделяясь в свой работе от Тициана и Рубенса, Курбе нарушил художественную иерархию жанров, объединив обычную обнажённую женщину с пейзажем Франш-Конте для создания сцены повседневной жизни. Такая комбинация была впервые применена в начале XVII века братьями Ленен, которые изображали крестьян, обращённых к зрителю, и художниками голландского и фламандского золотых веков. Кроме того, используемый Курбе формат картины в то время предполагал изображение религиозного и мифологического содержания или же портретов знати. К тому же рост городского населения Франции вызывал у интеллектуалов желание отказаться от деревенского мира и, в то же время, идеализировать его в псевдо-пантеистической манере.
На выставке полотно занимало выгодное положение на стене — на уровне глаз — так как картины развешивали по всей высоте стены. Это позволяло подробно ознакомится с картиной, но всё же она не встретила одобрения ни у критики, ни у публики. Наполеон III, увидев картину, разозлился настолько, что ударил её хлыстом. А императрица Евгения, сначала рассматривавшая картину «Ярмарка лошадей» Розы Бонёр, на которой изображены лошади породы першерон, подойдя к «Купальщицам» спросила: «Это тоже першерон?».
21 июля поэт и критик Теофиль Готье написал в «La Presse», что в «Купальщицах» он увидел «своего рода готтентотскую Венеру, выходящую из воды и поворачивающуюся к зрителю чудовищным задом с мягкими ямочками на дне, на котором не хватает только позумента». Таким образом Готье противопоставил цивилизованную классическую Венеру тому, что он считал нецивилизованной африканской дикостью образа Курбе. Даже сторонник Курбе Эжен Делакруа возмутился дерзостью картины: «Вульгарность форм была бы ещё терпима, но вульгарность и бесполезность замысла — вот это действительно отвратительно…».
Искусствовед Жюль Шанфлёри попытался спровоцировать писательницу Жорж Санд, дружившую с Курбе, обратившись к ней с полемическим письмом, которое было опубликовано в L'Artiste 2 сентября 1855 года и включало рассказ о его первом впечатлении от картины, со ссылкой на сочинение философа Пьера-Жозефа Прудона «Философия прогресса» (фр. La Philosophie du progrès, 1853):
| " | Образ порока, так же, как и образ добродетели, является областью живописи и поэзии: следуя уроку, который хочет дать художник, каждая фигура, красивая или уродливая, может достичь цели искусства. […] Пусть народ, сознавая свою нищету, научится краснеть от своей трусости и ненавидеть тиранов; пусть аристократия, обнажённая в своей грязной и непристойной наготе, будет наказана плетьми за свою паразитическую природу, за свою наглость и испорченность. […] И пусть каждое поколение, запечатлевшее на холсте или мраморе тайну своего гения, будет предоставлено потомкам без порицания и извинений за работы своих художников. | " |

Курбе и Прудон были из одного и того же региона Франции, но эта защита показывает неверное понимание работы Курбе, который не хотел тратить свою жизнь на рисование сельских жителей или нападки на средний класс. Работа была также карикатурно изображена Чамом в Le Charivari.

## Рентген-анализ
Центром исследования и реставрации музеев Франции был проведён рентгенофлуоресцентный анализ холста, который выявил, что самым ранним, и незаконченным, рисунком была композиция с обнажённой женщиной, смотрящей на зрителя и указывающей на фигуру справа. Вероятно это мотив, заимствованный из картины «Персей освобождает Андромеду» Рубенса. Поверх этой композиции была написана сцена, изображающая мужчину в натуральную величину в полосатом костюме с рукой, запущенной в волосы и, по-видимому, галлюцинирующего, в момент когда он бросается в пропасть, на дне которой его ждёт смерть в образе скелета. Сохранился эскиз этой работы — Курбе работал над ней в апреле 1845 года, но отказался от продолжения уже в январе 1846 года. Семь лет спустя он использовал этот холст для «Купальщиц».

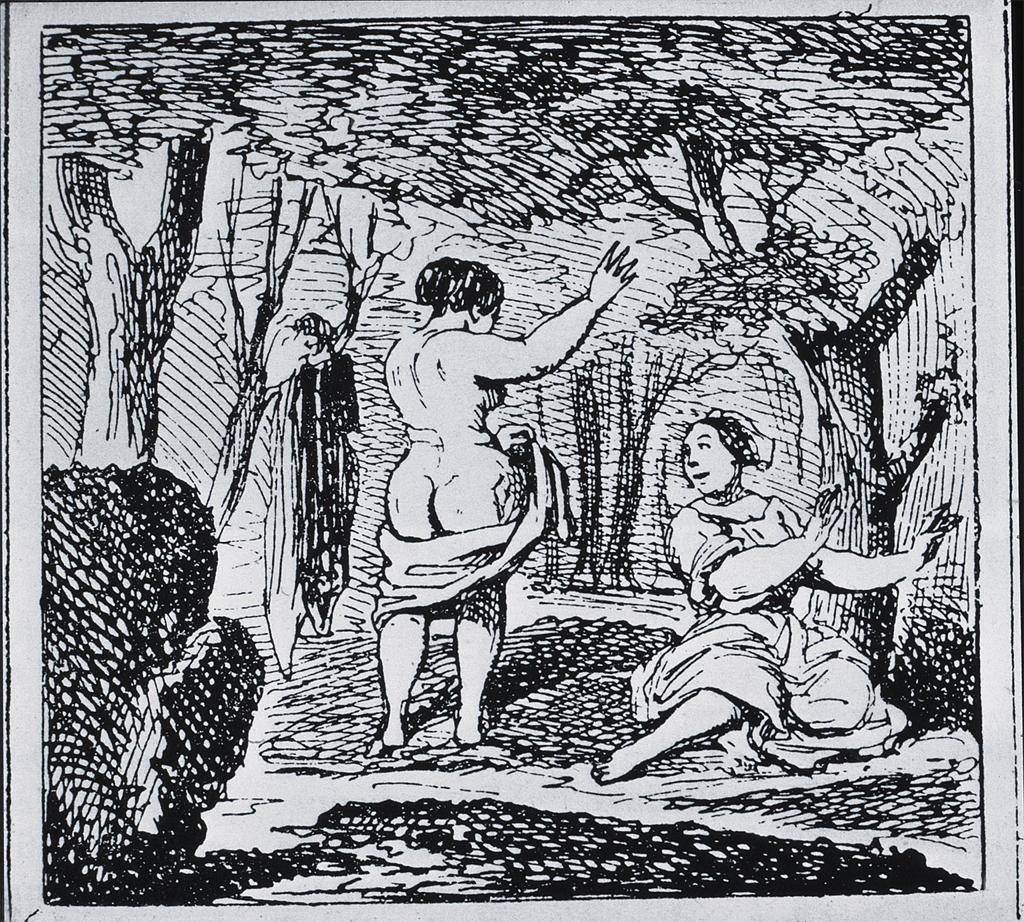
Купальщицы. Карикатура. Чам. 1854
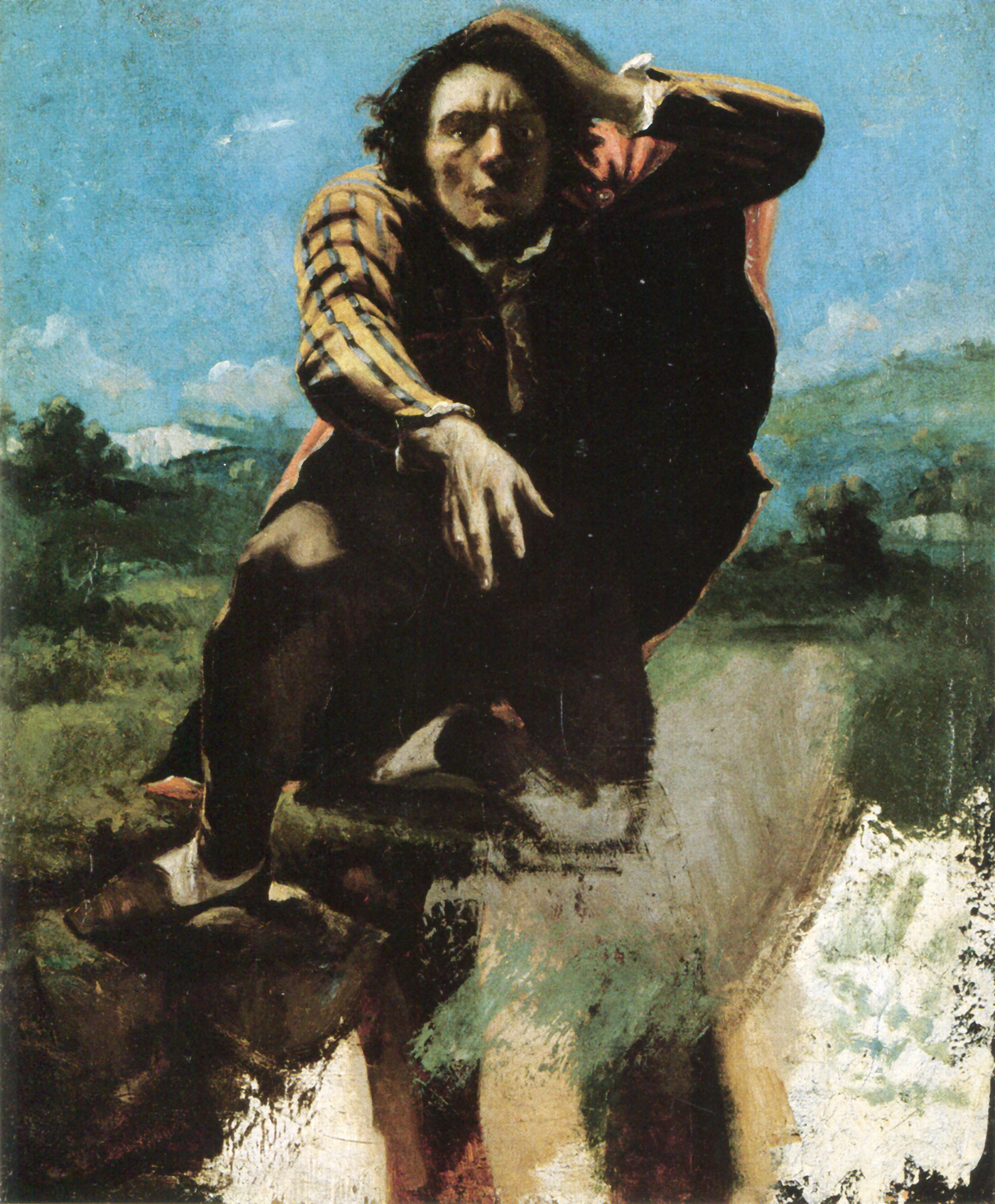
Мужчина, обезумевший от страха, незаконченный эскиз, ок. 1843—1846 (Национальная галерея, Норвегия)